# Бауэр, Эрнст
Эрнст Бауэр (нем. Ernst Bauer; 3 февраля 1914, Фюрт, Бавария — 12 марта 1988, Вестерланд, Шлезвиг-Гольштейн) — немецкий подводник, капитан 3-го ранга (нем. Korvettenkapitän) (1 апреля 1945 года) в Кригсмарине, капитан 1-го ранга (нем. Kapitän zur See) в Бундесмарине. Бауэр был одним из командиром подлодок, которые спасали экипаж вспомогательного крейсера «Атлантис», затонувшего после атаки палубного самолёта британского крейсера «Девоншир» 21 ноября 1941 года.

## Биография
23 сентября 1933 года поступил на службу в ВМФ кадетом. 1 июля 1934 года произведен в фенрихи, 1 октября 1936 года — в лейтенанты. После службы на легком крейсере «Кёнигсберг» в январе 1938 года переведён в подводный флот.

## Вторая мировая война
Служил вахтенным офицером на подводных лодках U-10 и U-37. С 20 апреля по 25 ноября 1940 года командовал учебной лодкой U-120.
С 22 марта 1941 года командир лодки U-126 (Тип IX-C). На этой лодке Бауэр совершил 5 боевых походов (проведя в море в общей сложности 391 сутки). Районом действий Бауэра были воды у побережья Африки и Карибское море.
16 марта 1942 года награждён Рыцарским крестом Железного креста. Командовал лодкой до 28 февраля 1943 года, когда был назначен офицером по учебной подготовке 27-й флотилии подводных лодок.
Всего Бауэр потопил 25 судов общим водоизмещением 118 660 брт и повредил 4 судна водоизмещением 31 304 брт.
С октября 1944 года командир 27-й флотилии подводных лодок, а в последние дни войны — 26-й флотилии.
В 1955 году поступил на службу в ВМФ ФРГ, где занимал штабные посты. В 1972 году вышел в отставку в чине капитана 1-го ранга.

## Награды
- Железный крест (1939)
  - 2-й степени (8 ноября 1939)[3]
  - 1-й степени (1 августа 1941)[3]
- Военный знак эсминца (19 октября 1940)
- Нагрудный знак подводника (1939) (8 ноября 1939)
- Рыцарский крест Железного креста (16 марта 1942) number 104 of the Kriegsmarine
- 2 раза упоминался в «Вермахтберихт» (30 июля 1941 и 15 марта 1942)
- Крест за военные заслуги 1-й степени с Мечами
  - 2-й степени (20 апреля 1944)[3]
  - 1-й степени (1 апреля 1945)[3]
- Орден «За заслуги перед Федеративной Республикой Германия» 1-й степени (10 ноября 1971)[4]